# Sópatro
Sópatro ou Sópater (em grego: Σωπατρoς; romaniz.: Sopatros; "salvador de seu pai" ou "o pai que salva" ou “de bons pais") era filho de Pirro, um homem da cidade de Bereia mencionado em Atos 20:4. Sópatro e outros seis acompanharam Paulo de Tarso na fuga de Corinto para a Macedônia durante sua terceira viagem missionária depois que os judeus armaram para assassinar o apóstolo e foram sem ele para Filipos e depois para Trôade. Paulo, que vinha a pé, os encontrou lá depois.
Geralmente se aceita que Sópatro é o parente de Paulo citado em Romanos 16:21 como Sosípatro. Este último é horando como São Sosípatro em 29 de abril pela Igreja Ortodoxa.